# 屠守锷
屠守锷（1917年12月5日—2012年12月15日），男，浙江湖州人，中国火箭和结构强度技术专家，中国科学院院士，中国导弹与航天事业主要开拓者之一。曾先后担任洲际导弹总设计师、长征二号运载火箭总设计师。获两弹一星功勋奖章。

## 生平
1917年12月5日出生于浙江省吴兴县（今湖州市）南浔镇。1936年考取清华大学机械系，后转入航空系，1940年毕业（抗战期间并入昆明成立的西南联合大学）获航空工程学士学位。1941年考取公费赴美国麻省理工学院航空工程系留学，获硕士学位。曾任美国布法罗·寇蒂斯飞机公司工厂工程师。1945年回国后，先后在西南联合大学和清华大学、北京航空学院（现北京航空航天大学）任教。1948年12月加入中国共产党。
从1957年起调任国防部第五研究院研究室主任、总体设计部主任，东风二号和东风三号弹道导弹型号的副总设计师，洲际弹道导弹和长征二号运载火箭的总设计师，第七机械工业部总工程师。文化大革命期間，個人曾受到紅衛兵批鬥，曾在批鬥大會上神情自若地計算洲際導彈的數據。参与具体组织了1980年5月18日中国向南太平洋预定海域发射远程运载火箭飞行试验。曾任中国航空航天部、航天工业公司高级技术顾问，中国航天科技集团公司高级技术顾问。
2012年12月15日于北京医院去世，享年95岁。

## 社会兼职
屠守锷是中国共产党第十二次全国代表大会候补代表，第三届全国人民代表大会代表，第六届、第七届全国政协委员，中国宇航学会名誉理事长。

## 奖项和荣誉
1985年获国家科技进步奖特等奖。1986年当选国际宇航科学院院士。先后荣获“全国五一劳动奖章”、“全国优秀科技工作者”等多项荣誉。1990年首批享受国务院颁发的政府特殊津贴。1991年当选中国科学院学部委员（院士）。1999年由中共中央、国务院、中央军委共同授予“两弹一星功勋奖章”。2006年10月，与钱学森、任新民、黄纬禄、梁守槃等共5位专家获“中国航天事业五十年最高荣誉奖”。